# Месса Нотр-Дам
Месса Нотр-Дам (фр. Messe de Notre Dame) — полифоническая месса, написанная до 1365 года французским поэтом и композитором Гийомом де Машо (ок. 1300—1377). Один из шедевров средневековой и богослужебной музыки. Первая авторская месса, то есть месса, написанная полностью одним композитором на полный текст ординария.

## Структура
Месса Нотр-Дам состоит из пяти частей: Кирие элейсон, Gloria in excelsis Deo, Кредо, Sanctus, Агнец Божий, Ite, missa est. 
Месса написана для четырёх голосов, вместо традиционных трёх. Машо добавил партию контратенора, которая иногда замещает тенор на самых низких нотах.

## Унификация
В последовании мессы части ординария не исполняются подряд, а бывают разделены молитвами и чтениями. Унификация стиля, предпринятая Машо, — это первая попытка представить ординарий мессы в виде единого по стилю последования. В результате ординарий мог восприниматься как произведение искусства, и композиторы более позднего времени стали подражать опыту Машо.

## Цель написания и стиль
Машо сочинил свою мессу для Реймсского собора, в котором он служил. Согласно записям, найденным в Соборе, месса, скорее всего, звучала во время субботней богородичной мессы. Некоторые ученые предполагают, что, вопреки сложившемуся мнению, Машо начал служить в соборе только в конце 1350-х, так что месса была сочинена в качестве посвящения, в честь начала служения в соборе. Также считается, что в соответствии с завещанием Гийома и его брата Жана, также каноника в соборе, после их смерти месса стала служиться в их память. Как бы то ни было, никакие особые условия исполнения (если они и были) не находят безусловного подтверждения.
Возможно, Машо был знаком с Турнейской мессой, еще более ранней полифонической мессой, также 14 века, каждая из частей которой была написана различными композиторами. «Глория» и «Верую» мессы Нотр-Дам имеют некоторое сходство с Турнейской мессой, а именно музыкальные вступления без текста и длинные мелизматические «аминь». Оставшиеся четыре части мессы Машо написаны на текст мессы в мотетном стиле.

## Записи
Ранние записи Мессы Нотр-Дам были сделаны в 1956 году Зеффордом Кейпом (Safford Cape) для серии Archiv Produktion Deutsche Grammophon; в 1951 году Dessoff Choirs под управлением Пола Бёппла (Paul Boepple); в 1936 году Les Paraphonistes de Saint-Jean-des-Matines под управлением Гийома де Вана (Guillaume de Van), это была запись некоторых частей мессы. Современные записи включают:
- Guillaume de Machaut: Messe de Nostre Dame. (1984), Taverner Consort and Taverner Choir под управлением Andrew Parrott (EMI ASD1435761)[6]
- Guillaume de Machaut: Messe de Nostre Dame. (1993), Хиллиард-ансамбль под управлением Paul Hillier (Hyperion CDA66358)
- Early Music — Machaut: La Messe De Nostre Dame, Le Voir Dit (1996), Oxford Camerata под управлением Jeremy Summerly (Naxos 553833)
- Guillaume de Machaut — Messe de Notre Dame. (1996), Ensemble Organum под управлением Marcel Peres
- Guillaume de Machaut: Messe de Nostre Dame. (2000) Ensemble Gilles Binchois под управлением Dominique Vellard (Cantus 9624)
- Guillaume de Machaut: Messe de Nostre Dame. (2008) Diabolus in Musica под управлением Antoine Guerber (Alpha 132)